# Francisco Remigio Castellanos
Francisco Remigio Castellanos (Salta, 1 de octubre de 1779 - Montevideo, 13 de abril de 1839) fue un abogado, juez y político argentino de principios del siglo XIX.

## Biografía
Se doctoró en derecho en la Universidad de Chuquisaca, en enero de 1805. Fue asesor del cabildo de Salta y más tarde se trasladó a la Banda Oriental; allí fue miembro de la Junta de Gobierno de la Banda Oriental.
En 1814, tras la captura de la ciudad de Montevideo por los patriotas, ejerció varios cargos en esa ciudad hasta que la misma fue entregada a Los federales de José Artigas.
Se trasladó a Mendoza, donde colaboró con José de San Martín y a partir de agosto de 1822 fue presidente de la Cámara de Justicia de la provincia de Mendoza.
Regresó a Salta hacia 1824, pero fue elegido diputado al Congreso Nacional; se identificó con el Partido Unitario y tuvo una brillante actuación en las votaciones de la Ley Fundamental de enero de 1825, en la elección de Bernardino Rivadavia como presidente de las Provincias Unidas del Río de la Plata, y en la discusión y aprobación de la Constitución Argentina de 1826.
Fue comisionado a las provincias de Cuyo a obtener la aprobación de esas provincias a la constitución, pero la misma fue rechazada tanto por las provincias como por el caudillo Facundo Quiroga, a quien le entregó copia; el riojano se la devolvió con una simple nota de "recibido", que denotaba que ni siquiera pensaba discutir el asunto.
En 1827 fue fiscal del gobierno de Rivadavia y más tarde de la dictadura de Juan Lavalle. En 1831 emigró a Montevideo, donde fue miembro del Superior Tribunal de Justicia por nombramiento de Fructuoso Rivera hasta su muerte, ocurrida en 1839. Estaba casado con Manuela Zevallos, con quien tuvo quince hijos, de los cuales cinco llegaron a la edad adulta; entre los cuales destacaría Florentino Castellanos, que tuvo una larga experiencia como juez y educador en el Estado Oriental del Uruguay.